# ويلارد روبرتسون
ويلارد روبرتسون (بالإنجليزية: Willard Robertson)‏ هو كاتب مسرحي وكاتب وممثل أمريكي، ولد في 1886 في الولايات المتحدة، وتوفي في 5 أبريل 1948 بهوليوود في الولايات المتحدة.

## أعمال

### أفلام
- (1931) سكيبي
- (1932) أنا طريد العدالة ومن سلسلة عصابات
- (1934) هنا تأتي البحرية
- (1938) كنتاكي
- (1940) بريغهام يونغ
- (1942) جزيرة ويك
- (1943) حادث قوس الثور

## وصلات خارجية
- ويلارد روبرتسون على موقع IMDb (الإنجليزية)
- ويلارد روبرتسون على موقع ألو سيني (الفرنسية)
- ويلارد روبرتسون على موقع تيرنر كلاسيك موفيز (الإنجليزية)
- ويلارد روبرتسون على موقع أول موفي (الإنجليزية)
- ويلارد روبرتسون على موقع قاعدة بيانات برودواي على الإنترنت (الإنجليزية)
- ويلارد روبرتسون على موقع قاعدة بيانات الأفلام السويدية (السويدية)
- ويلارد روبرتسون على موقع إن إن دي بي (الإنجليزية)
- ويلارد روبرتسون على موقع قاعدة بيانات الفيلم (الإنجليزية)
- ويلارد روبرتسون على موقع كينوبويسك (الروسية)